# Charles Aubert
Pour les articles homonymes, voir Charles Aubert (homonymie) et Aubert.
Marie Jacques Charles Aubert (Châteauneuf-sur-Loire, 24 janvier 1848 - Paris, 7 juin 1915) est un officier de marine français.

## Biographie
Fils d'un receveur de l'Enregistrement, il entre à l'École navale en octobre 1864 et en sort aspirant de 2e classe en août 1866. Il sert alors sur le vaisseau-école Jean Bart puis devient aspirant de 1re classe en octobre 1867 et embarque sur la frégate cuirassée Gloire avant de passer en avril 1868 sur la Circé à la division du Brésil et de La Plata comme aspirant de majorité. 
Enseigne de vaisseau (octobre 1869), il ramène en France un navire prussien capturé devant Montevideo en septembre 1870 et sert en février 1871 sur le Solférino en escadre du Nord avant de passer en mars 1871 sur le Kersaint à la division des Antilles et de Terre-Neuve où il s'occupe activement de l'école élémentaire du bord. 
Sur le croiseur Volta en mai 1874, il effectue une campagne de plus de deux années dans les mers de Chine et dans l'Océan Pacifique et mérite alors deux témoignages de satisfaction pour les secours qu'il a apportés à une canonnière britannique en feu ainsi que pour la qualité de sa tenue des journaux de bord. 
Lieutenant de vaisseau (octobre 1876), il est détaché quelques mois à l'observatoire de Montsouris puis embarque en mai 1877 sur le croiseur Desaix en escadre de Méditerranée. Une étude qu'il rédige sur la tactique navale lui vaut les félicitions en février 1878 du ministre. 
Il sert à l’École des défenses sous-marines de Boyardville en avril 1879 puis commande en mars 1880 le torpilleur no 1 à Cherbourg où il reste de mars 1881 à avril 1883 comme officier torpilleur adjoint au commandant de la défense fixe. 
Il embarque en juin 1883 sur la Loire puis commande en juin 1884 l'aviso à roues Ardent à la station du Sénégal et obtient un nouveau témoignage de satisfaction pour avoir dirigé avec succès la pacification des régions du Rio Nunez. 
En mai 1886, il commande le torpilleur 55 à la défense mobile de Cherbourg puis le torpilleur Doudart-de-Lagrée à la division d'expériences des torpilleurs de Toulon (juin 1887). Il sert en janvier 1888 sur la Bombe en Méditerranée puis est le commandant de la Dragonne (juillet 1888) à bord de laquelle il mène des recherches sur les chaudières qui lui donnent de nouveau un témoignage de satisfaction (mai 1889). 
Capitaine de frégate (janvier 1891), commandant de la défense fixe à Cherbourg (juillet 1891), sous-directeur des défenses sous-marines (mai 1892), il commande en octobre 1892 le croiseur Davout en Méditerranée. 
Aide de camp du major général à Cherbourg (juillet 1894), il devient en décembre 1895, commandant du croiseur Troude en escadre de Méditerranée. Capitaine de vaisseau (février 1898), adjoint au major général à Cherbourg (octobre 1898), il supervise l'achèvement du croiseur Châteaurenault à partir d'octobre 1899 et en prend le commandement. 
Il est à nouveau adjoint à la majorité de Cherbourg en mars 1901 puis commande en janvier 1902 le cuirassé Jauréguiberry en Méditerranée et en novembre la Tempête et la division navale de Tunisie et est promu contre-amiral en octobre 1903. 
Organisateur de la base de Bizerte, il est chef d'état-major général de la marine de novembre 1905 à août 1909. Vice-amiral (mai 1907), il commande en octobre 1909 la 2e escadre en Méditerranée avec pavillon sur le Saint-Louis puis passe en juillet 1911, au commandement de la 3e escadre. 
Inspecteur des écoles, à nouveau chef d'état-major général de novembre 1911 à janvier 1913, il prend sa retraite en janvier 1913 mais est rappelé au service en décembre 1914 à l'état-major général. Épuisé, il meurt six mois plus tard à Paris.
La décision d'attribuer au vice-amiral Aubert la mention « Mort pour la France » fut prise en 1930, lors de l'érection aux Invalides d'un monument à la mémoire des officiers généraux morts pendant la guerre.

## Décorations
- Grand-croix de la Légion d'honneur (31 décembre 1912) ; grand officier (23 juillet 1909) ; commandeur (5 avril 1903) ; officier (28 décembre 1894) ; chevalier (11 janvier 1881)